# 伽耶院
伽耶院（がやいん）は、兵庫県三木市にある本山修験宗の寺院。山号は大谷山（おおたにさん）。本尊は毘沙門天。山伏の寺として知られる。新西国三十三箇所第26番札所。

## 歴史
寺伝では孝徳天皇の勅願寺として、大化元年（645年）に法道仙人が開基したとされる。以来大谿寺（だいけいじ）と称し、また東一坊（といちぼう）と称した。
法道仙人は天竺（インド）から雲に乗って日本に飛来したとされる伝説的な人物である。現在の兵庫県南部を中心に法道開基伝承をもつ寺院が点在することから、「天竺から飛来」云々はともかく、モデルとなる山岳修行者が存在したことは想定される。法道開基伝承をもつ他の寺院と同様、伽耶院についても草創の正確な時期や経緯については判然としない。
平安時代中期には数十の堂宇と百三十余の坊舎をもち、花山法皇の行幸があったと記されるなど隆盛を極めたが、安土桃山時代の羽柴秀吉の三木合戦において、当山に別所長治方の陣が置かれたことによる兵火により大被害を受け、さらに慶長14年（1609年）の失火も重なり、城塞のような石垣を残して全山を焼失した。現存する堂塔は慶長15年（1610年）以降の諸国大名の寄進によるものである。
延宝9年（1681年）、後西上皇の勅により仏陀伽耶に因む寺号、伽耶院と改めた。
中世以降、聖護院末の修験寺院として勢力をもち、江戸時代には天台系山伏を統率する四院家のひとつとして修験界に威をふるった。現在も10月の体育の日には、各地から多数の山伏が参集し、近畿地方では最大の規模を誇る採燈大護摩が行われている。
なお、入山料は「草ひき十本」となっている。

## 境内
- 金堂（本堂、重要文化財） - 慶長15年（1610年）再建との伝えもあるが、解体修理時の所見や墨書等から正保3年（1646年）の再建と思われる。毘沙門天像を安置する。内陣と外陣を格子戸と欄間で分けた密教仏堂形式。
- 三坂明神社（重要文化財） - 祭神：三坂大明神。鎮守社。正保年間（1645年 - 1648年）再建。
- 多宝塔（重要文化財） - 正保5年（1648年）、豊前国小倉藩主・小笠原忠真による建立。弥勒菩薩を安置。
- 臼稲荷社 - 台座が奉納された石臼でできている。
- 開山堂（兵庫県指定有形文化財） - 明暦2年（1656年）、丹後国峰山藩主・京極高供による建立。法道仙人像を安置。
- 行者堂（三木市指定有形文化財） - 寛永7年（1630年）、土佐国高知城主・山内忠義による建立。役行者像を安置。寛文2年（1662年）に現在地に移築。
- 二天堂（中門、三木市指定有形文化財） - 慶安4年（1651年）再建。持国天・多聞天の二天像（慶安年間の作）を安置。
- 水子地蔵石仏群 - 庫裡裏手の山すそ一帯が水子供養のための賽の河原となっており、昼なお暗い雑木林の谷間におびただしい数の地蔵が安置されている。
- 庫裡
  - 表門
- 仁王門 - 1928年（昭和3年）再建。羽柴秀吉の焼き討ちの際、頭部と脚部を焼失した仁王像を安置。

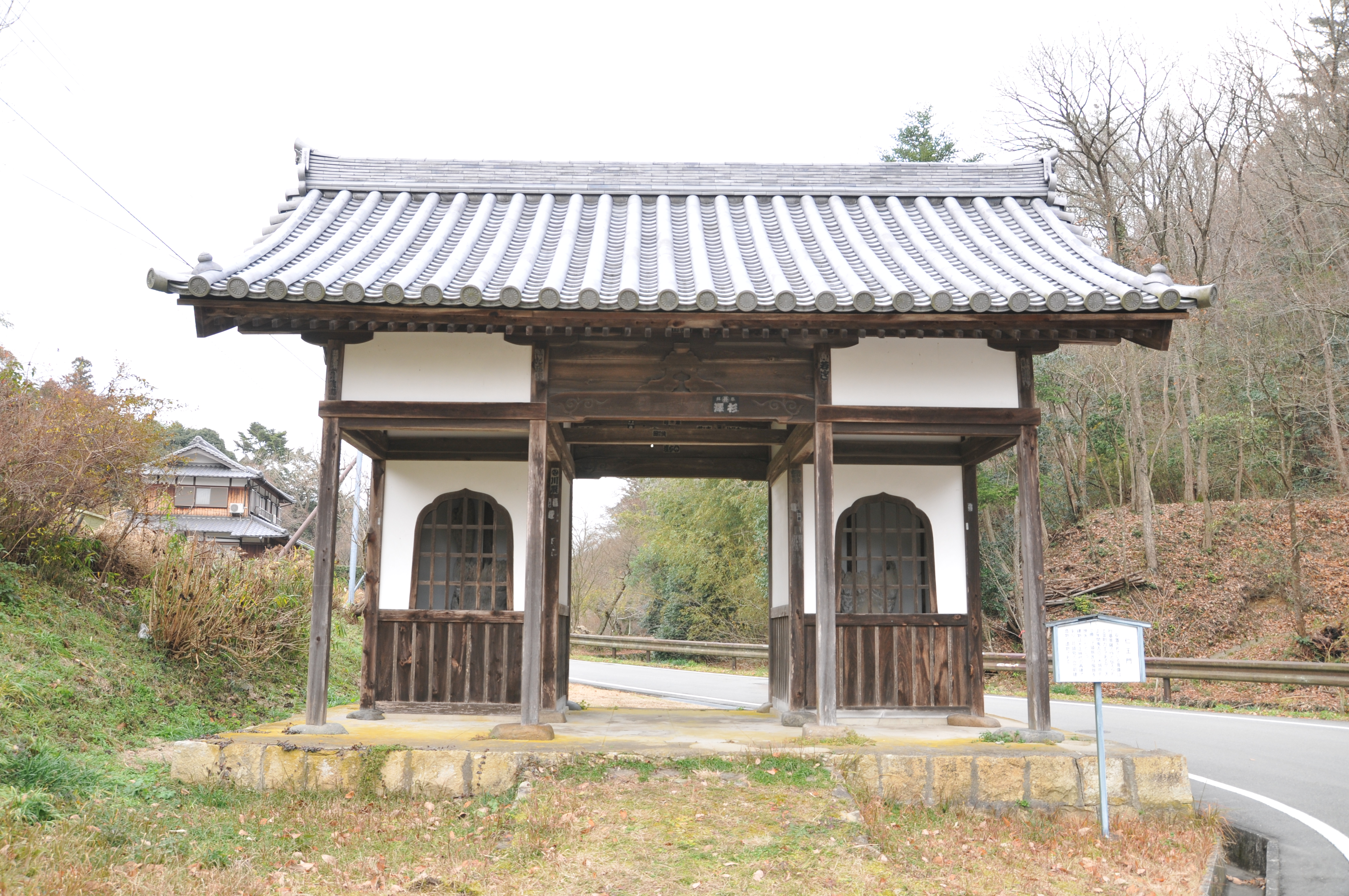
仁王門
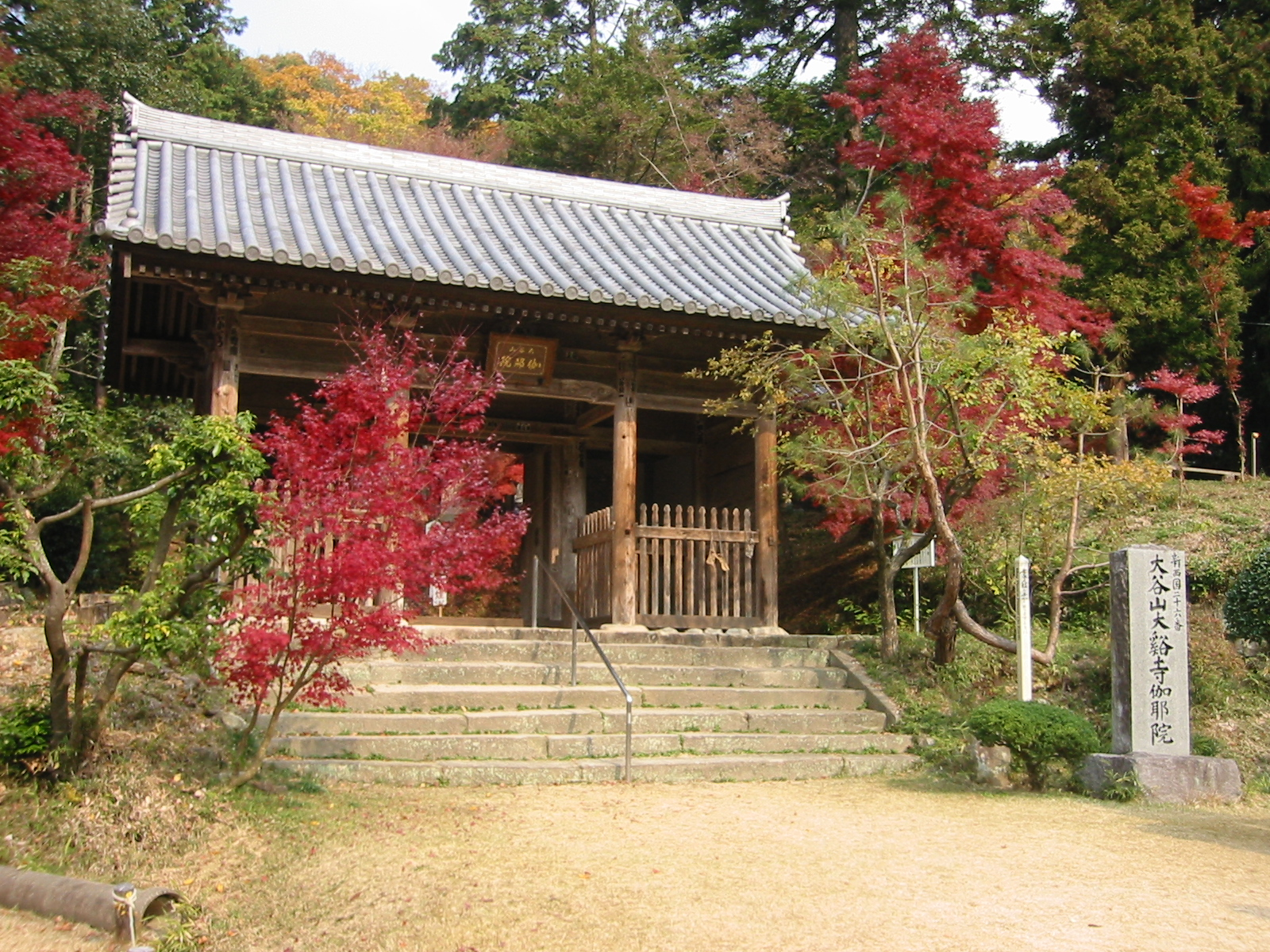
二天堂
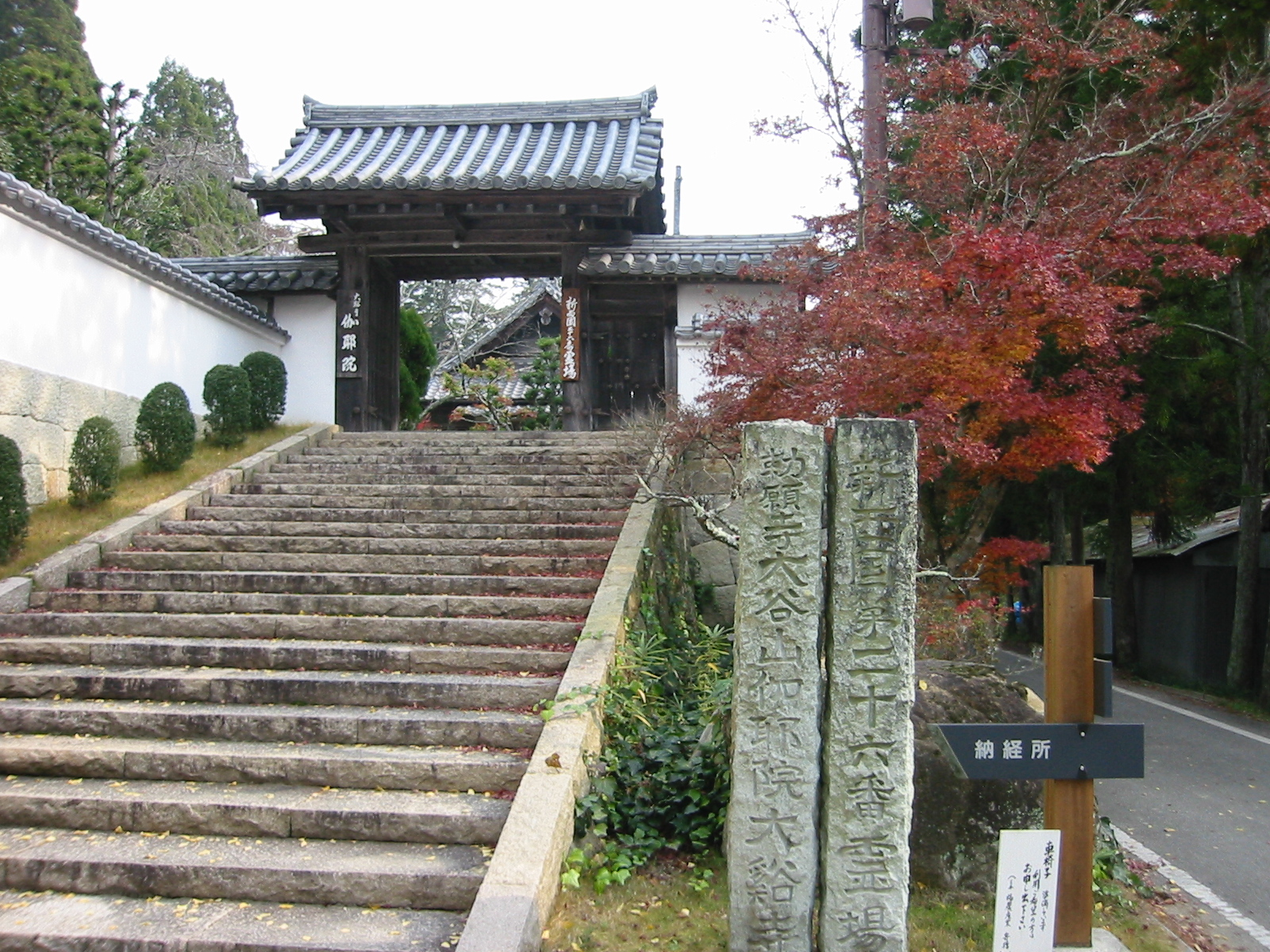
表門
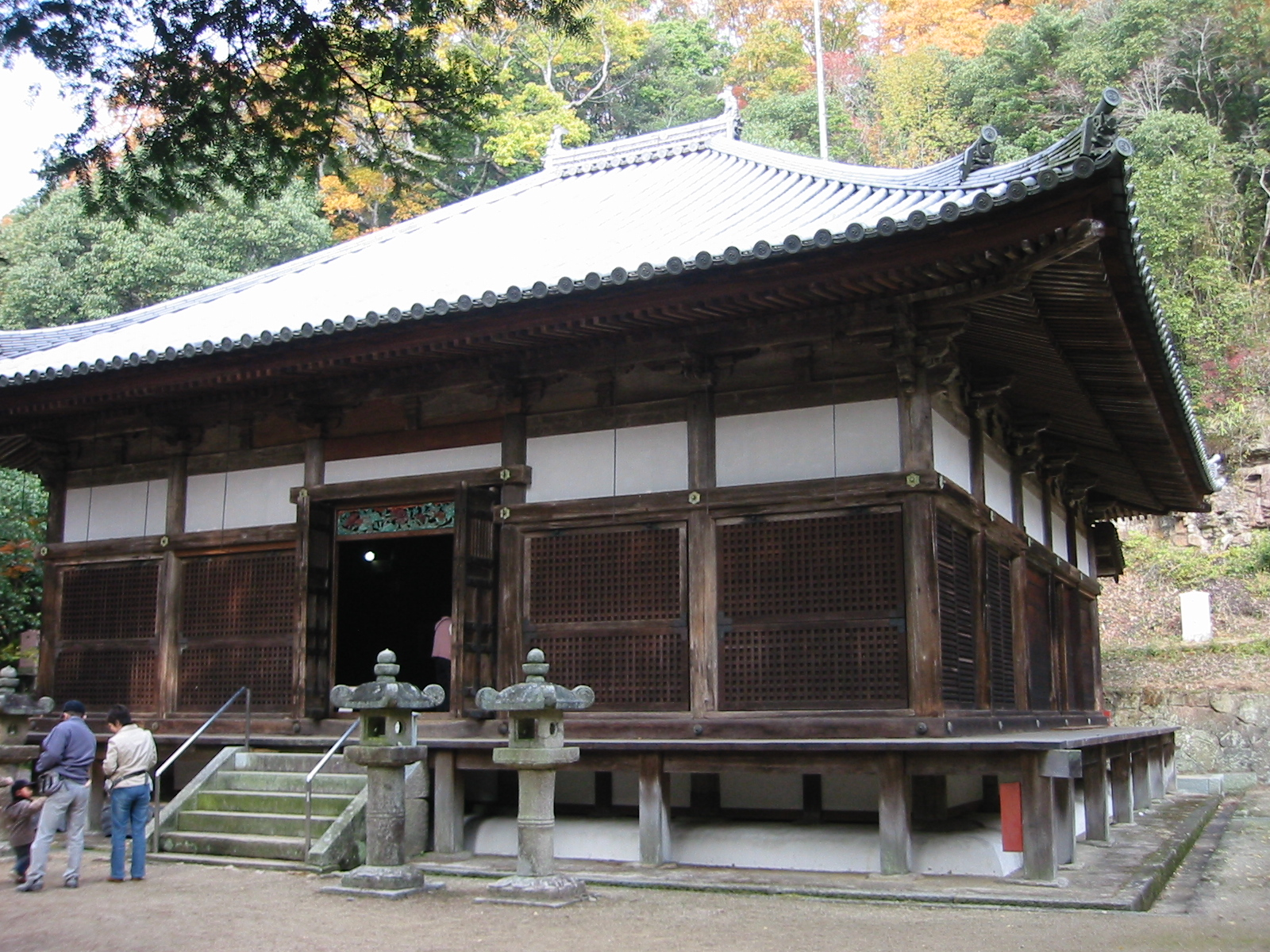
本堂
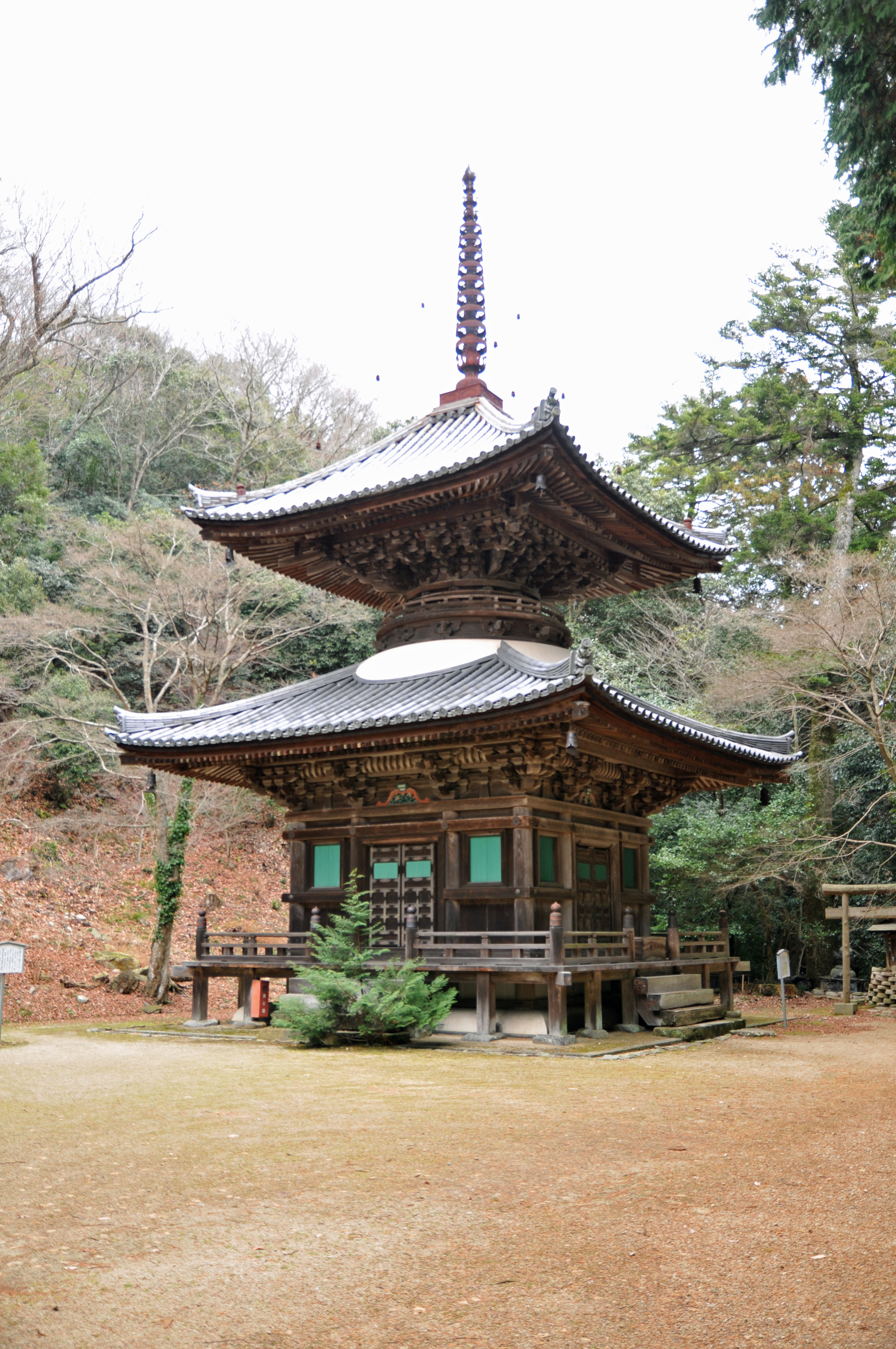
多宝塔
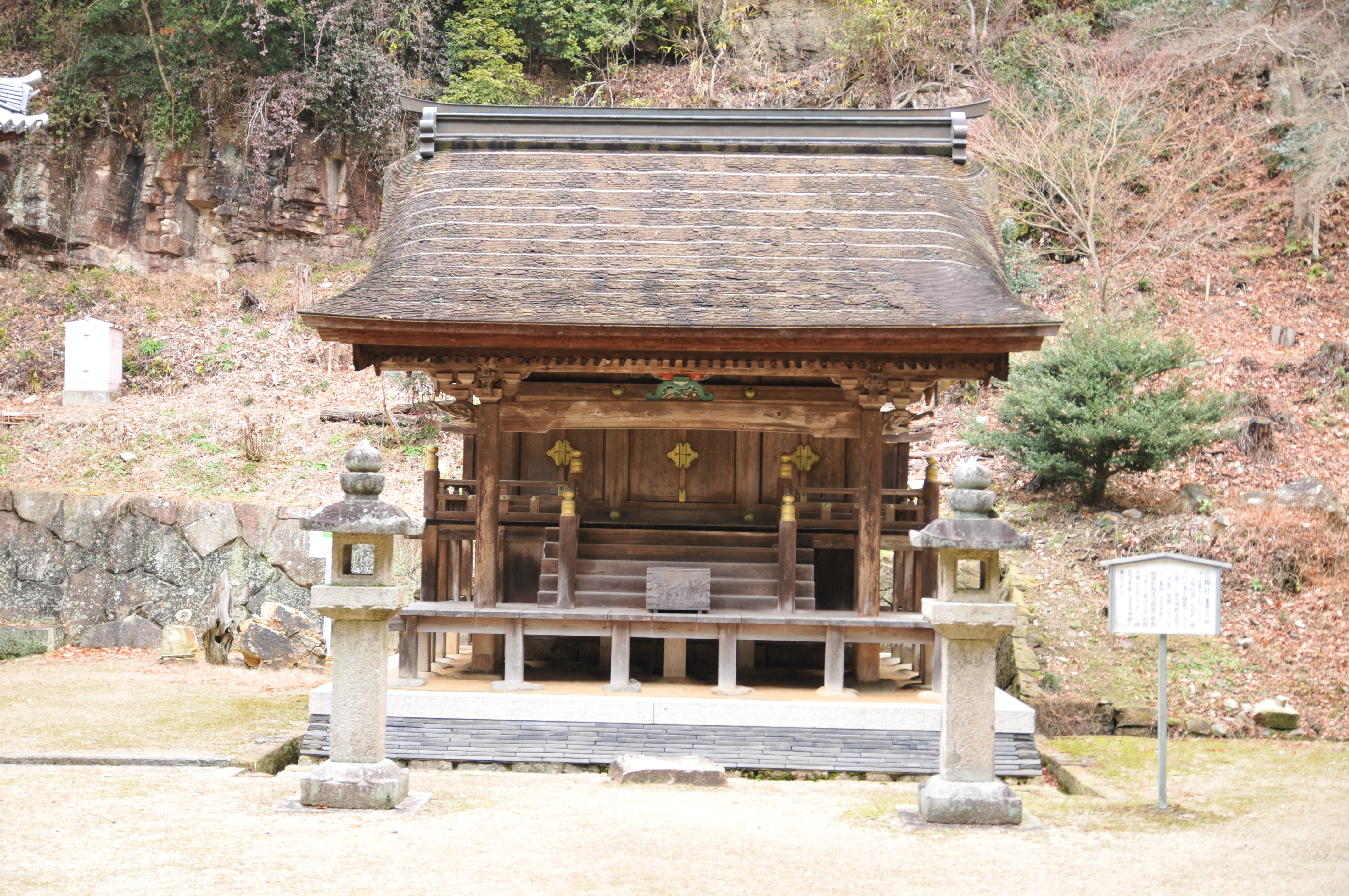
三坂明神社
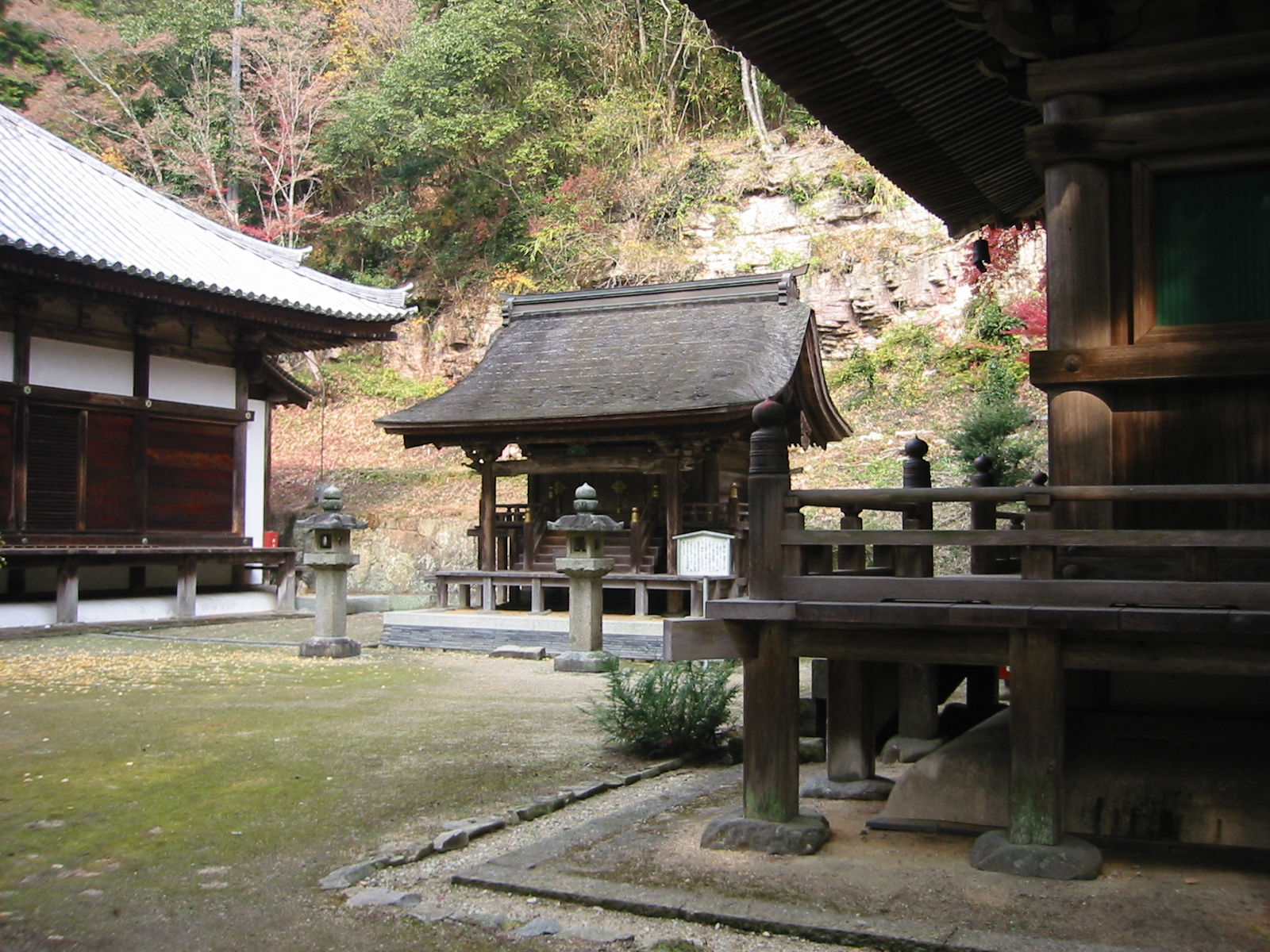
左から本堂、三坂明神社、多宝塔
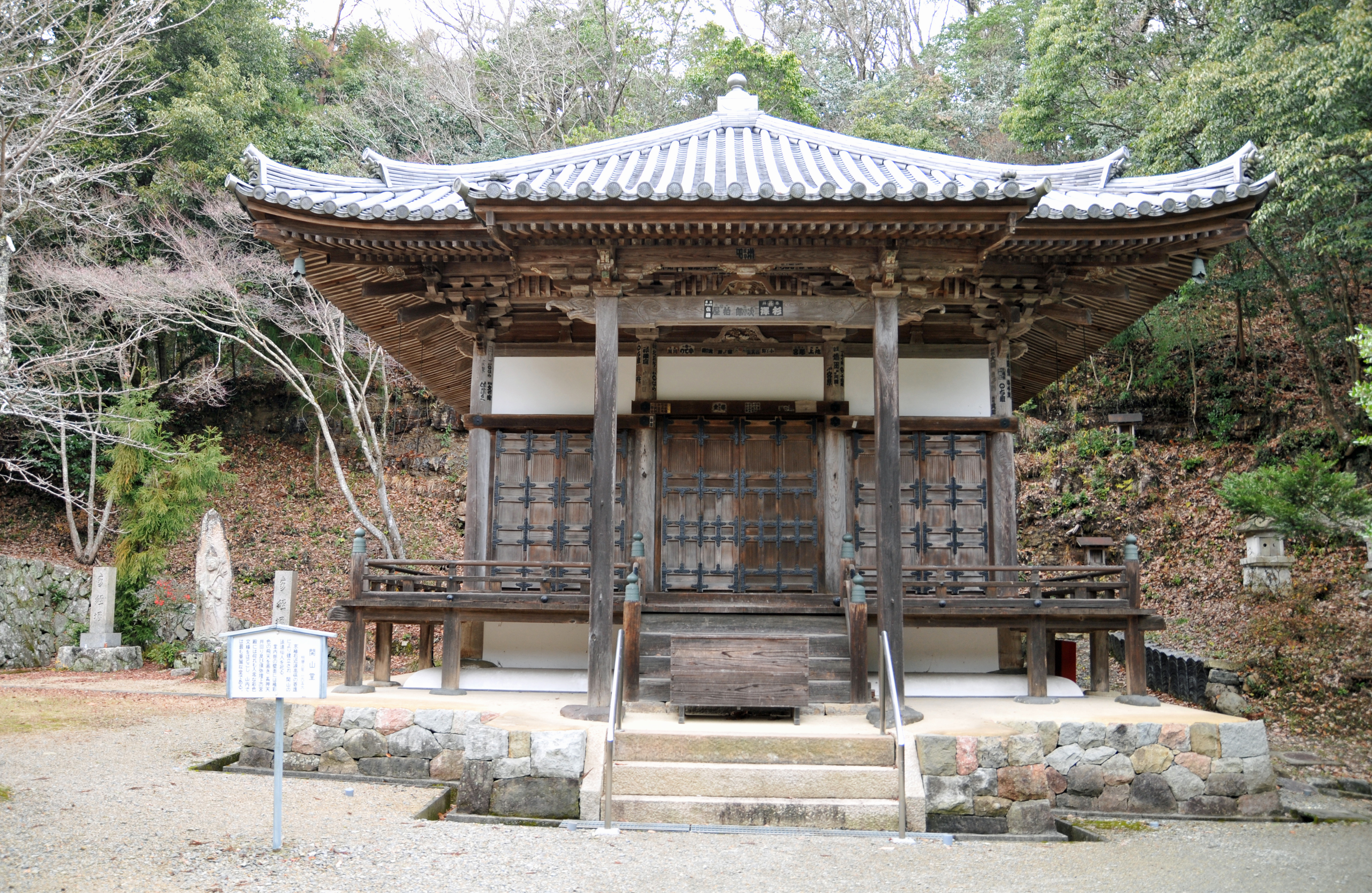
開山堂
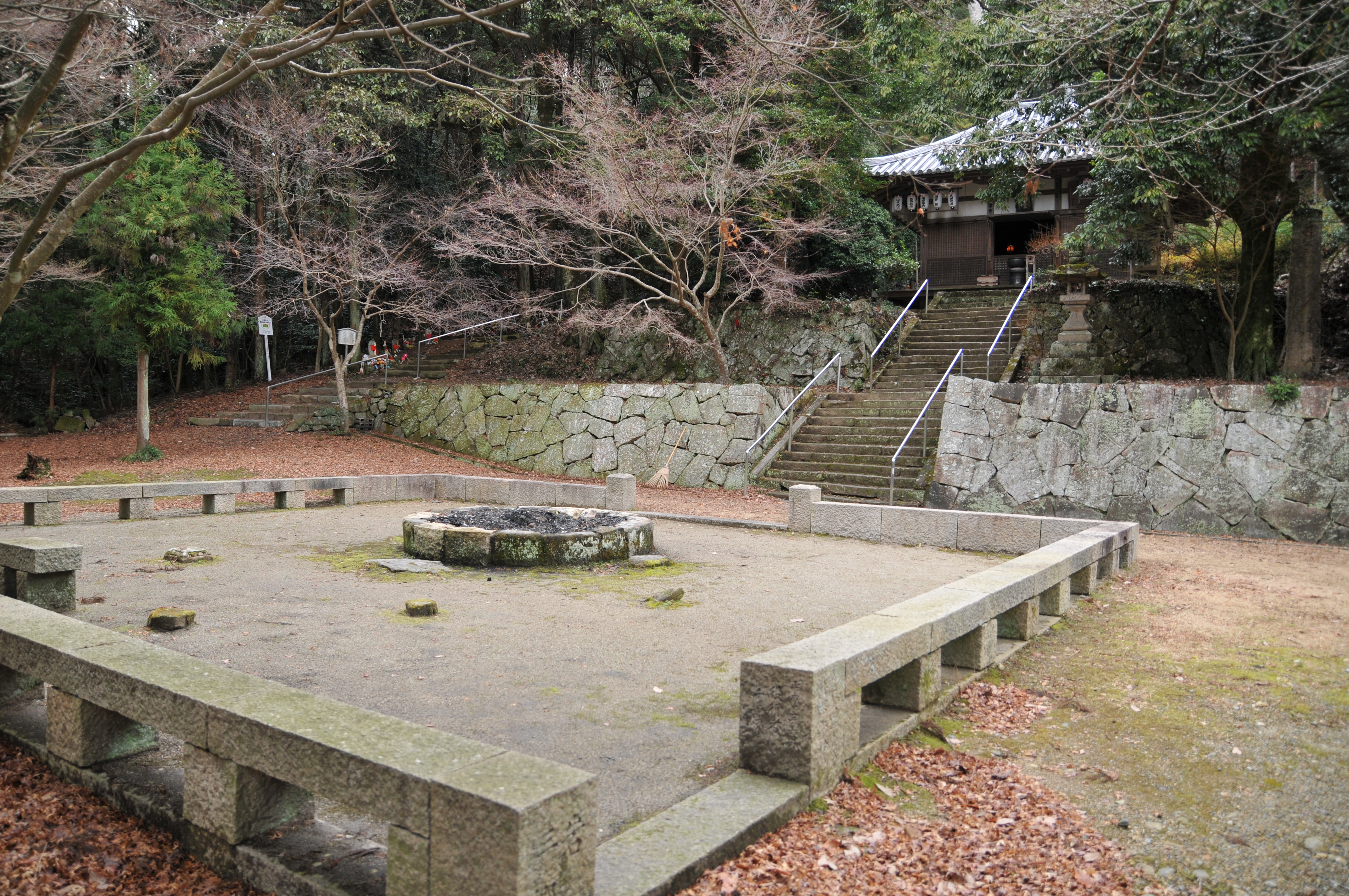
護摩道場と行者堂
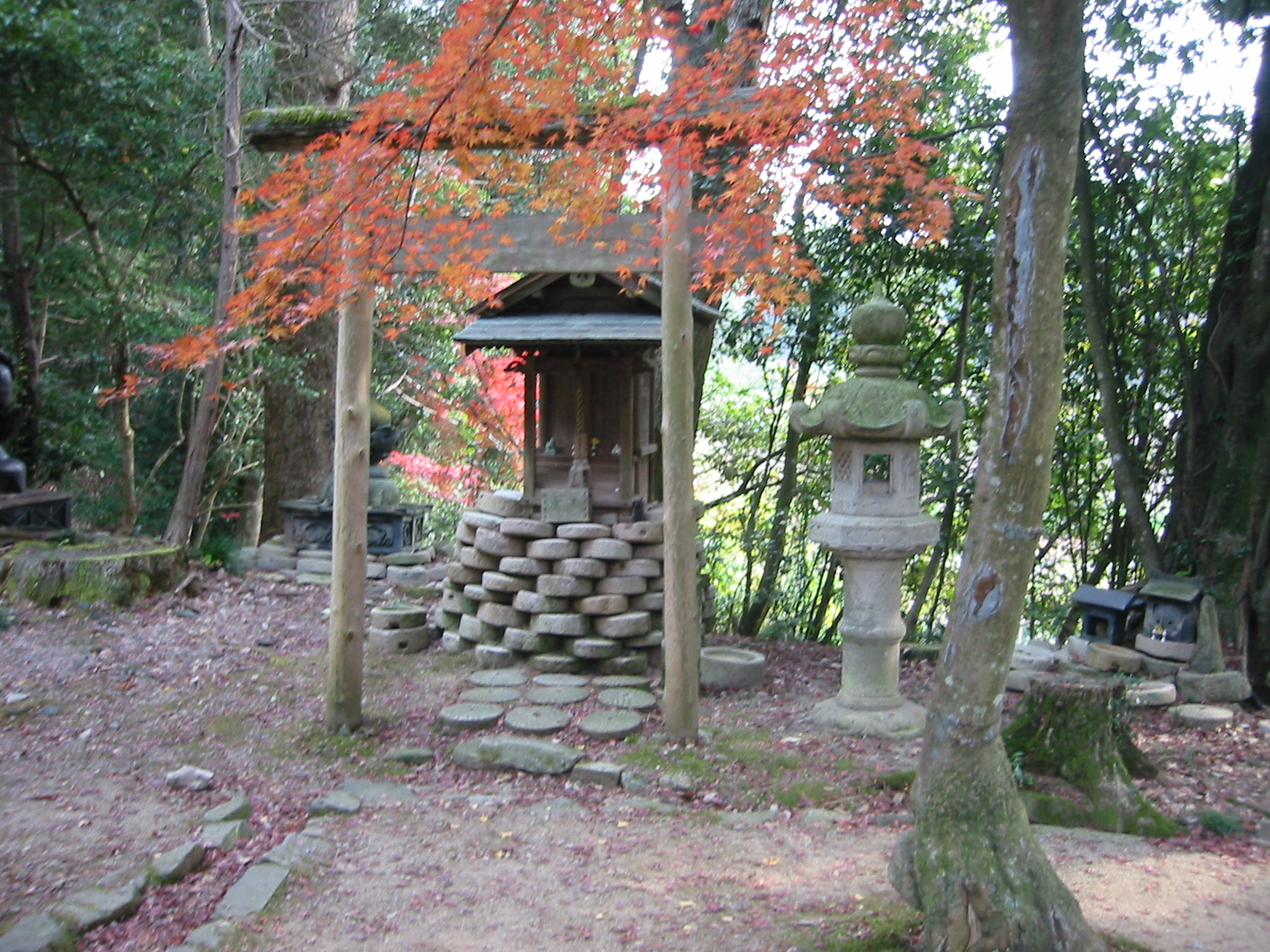
臼稲荷
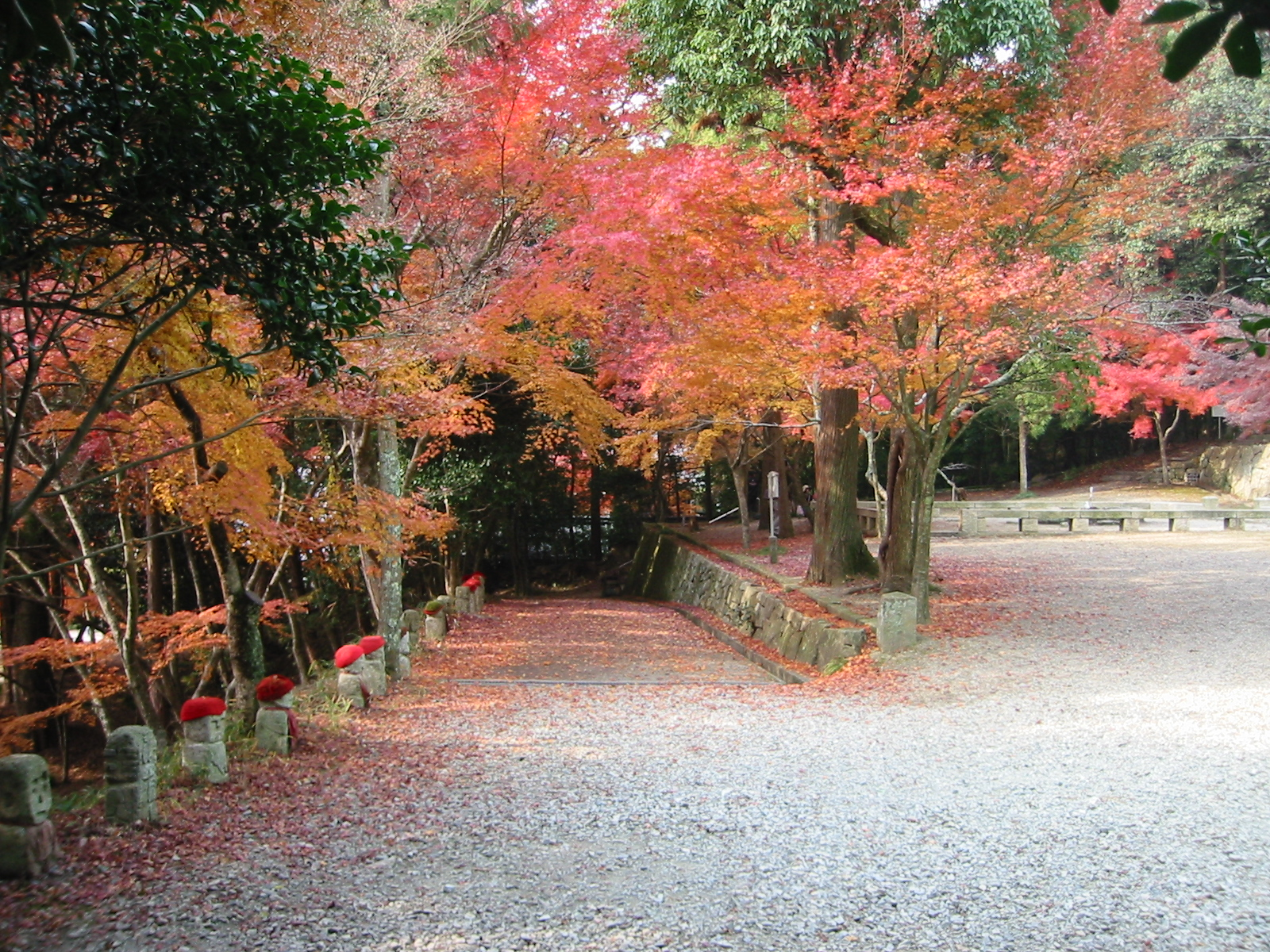
石像群

## 文化財

### 重要文化財
- 伽耶院 3棟
  - 本堂（金堂） 附：宮殿
  - 多宝塔
  - 三坂明神社本殿 附：石燈籠 2基
- 木造毘沙門天立像 - 平安時代末期。

### 兵庫県指定有形文化財
- 開山堂

### 三木市指定有形文化財
- 行者堂
- 二天門
- 木造不動明王立像 - 平安時代中期。
- 木造不動明王立像 - 平安時代後期。
- 木造三宝荒神立像 - 室町時代前期。

### その他
- 弁財天 - 元禄9年（1696年）の胎内納入文書あり。八臂の坐像。
- 愛染明王 - 室町時代。
- 千手観音 - 寛文12年（1672年）の年記と洛陽大佛師運松作の墨書がある
- 薬師如来 - 江戸時代、厨子内に安置。
- 十一面観音

## 行事
- 1月1 - 3日 - 修正会
- 1月15日 - とんど祭り（さぎちょう）
- 5月8日 - 花祭
- 8月23、24日 - 万燈会（地蔵盆）

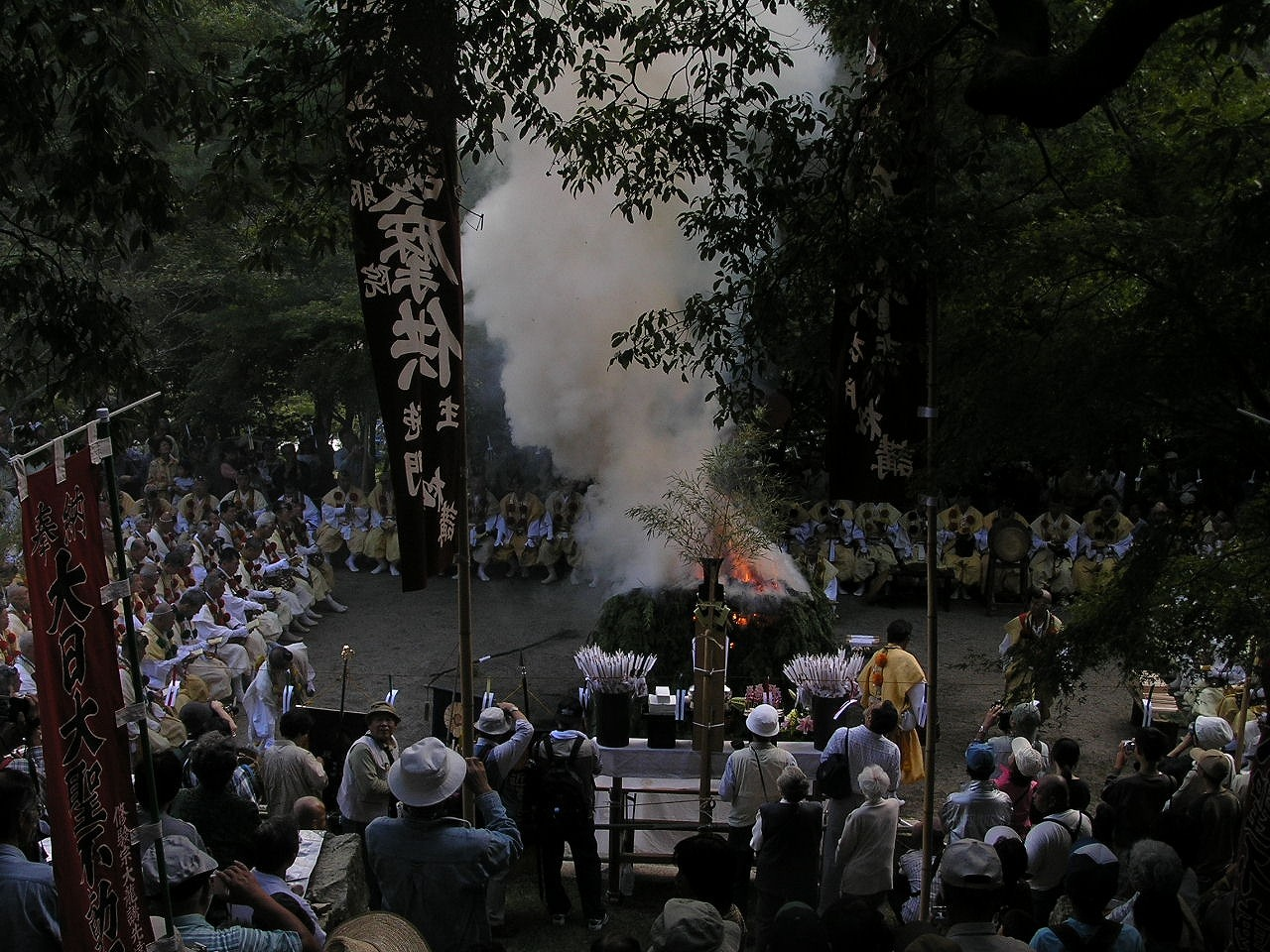
2004年採燈大護摩供

- 10月第2月曜日（体育の日） - 採燈大護摩供

## 前後の札所
新西国三十三箇所
25 太山寺　-　26 伽耶院　-　27 鶴林寺

## 拝観情報
- 入山料 - 草ひき十本
- 内陣仏像拝観 - （電話要予約）拝観料志納
- 所在地 - 〒673-0513 兵庫県三木市志染町大谷

## 交通アクセス
- 神戸電鉄粟生線 緑が丘駅から神姫ゾーンバス8系統「ネスタリゾート神戸」行で15分、「伽耶院口」下車、徒歩10分

## 周辺情報

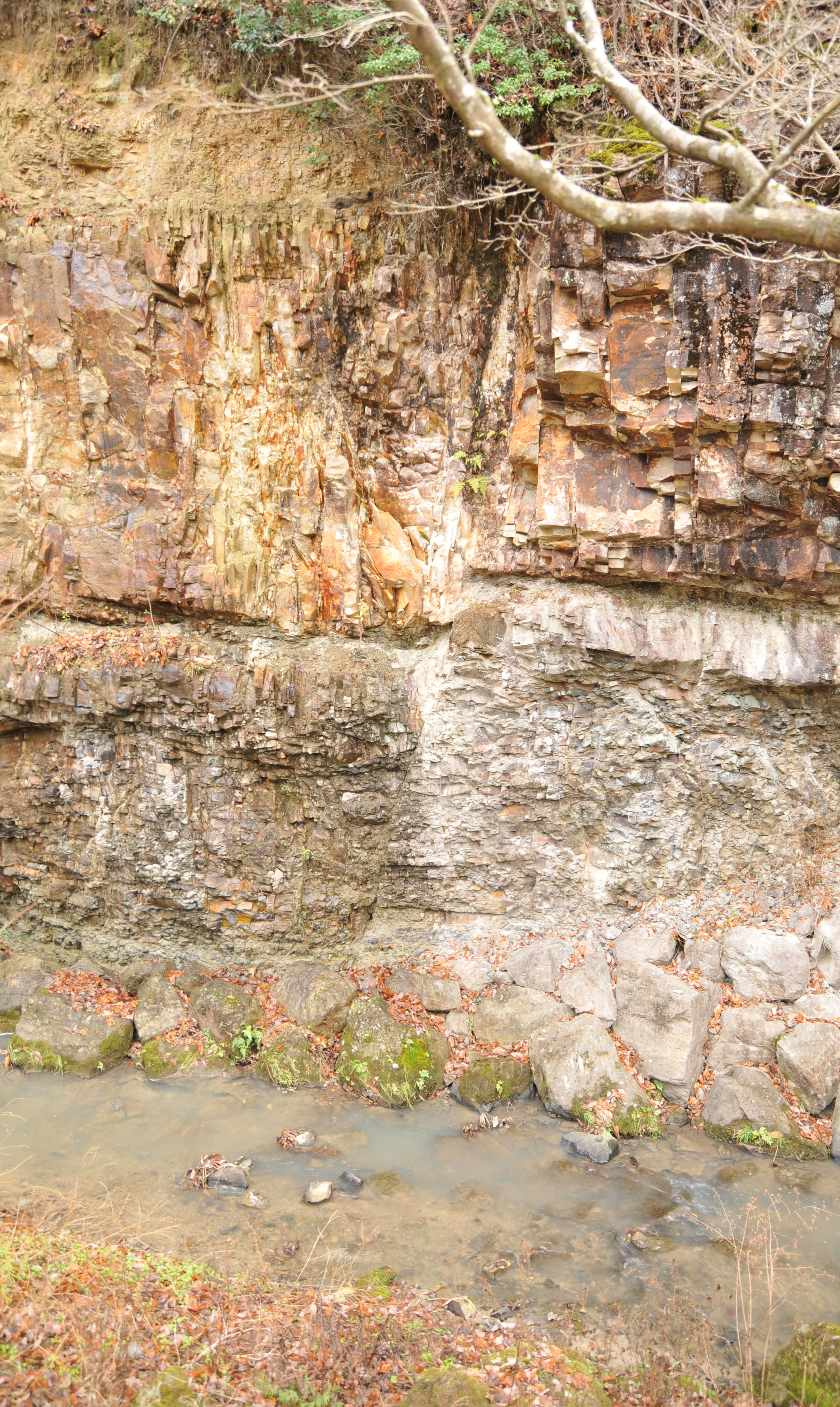
断層

- 伽耶院前の川岸の露出した断層（神戸層群）には柱状節理の岩石を観ることができ、名所になっている。
- 千体地蔵
- 岩屋の金水
- 御坂サイフォン橋
- 三木城跡
- 三木市立金物資料館
- 金物神社
- 呑吐ダム（衝原湖）
- 広野ゴルフ倶楽部
- NESTA RESORT KOBE
- ひょうご情報公園都市
- 兵庫県立三木防災公園
- 箱木家住宅 (千年家)
- 道の駅淡河